# Pedro Laurentino
Pedro Laurentino är en kommun i Brasilien.   Den ligger i delstaten Piauí, i den östra delen av landet, 1 100 km nordost om huvudstaden Brasília. Antalet invånare är 2 410.
Omgivningarna runt Pedro Laurentino är huvudsakligen savann. Runt Pedro Laurentino är det mycket glesbefolkat, med 3 invånare per kvadratkilometer.